# Reece Lyne

a Compétitions nationales et continentales officielles uniquement.

b Matchs officiels uniquement.
Reece Lyne, né le 2 décembre 1992 à Kingston-upon-Hull (Angleterre), est un joueur de rugby à XIII anglais évoluant au poste d'arrière, d'ailier ou de centre dans les années 2010. Il fait ses débuts professionnels en Super League à Hull FC en 2010. Ne parvenant pas à s'y imposer, il rejoint en 2013 Wakefield. En 2018, il est appelé en équipe d'Angleterre par Wayne Bennett.

## Palmarès

### Détails en sélection
| 1. | 17 octobre 2018 | France | 44-6 | Amical | Centre | 0 | 0 | 0 | 0 |